# Alen Peternac
Alen Peternac (Zagreb, Yugoslavia, 16 de enero de 1972) es un exfutbolista croata. Jugaba de delantero centro y su primer equipo fue el G. N. K. Dinamo Zagreb. Actualmente es el segundo entrenador del G. N. K. Dinamo Zagreb de la Prva HNL de Croacia.

## Trayectoria como futbolista
En 1989 comenzó su carrera en el Dinamo Zagreb, club en el que jugó seis temporadas conquistando una liga y una Copa de Croacia.
El verano de 1995 llegó al Real Valladolid y rápidamente se convirtió en uno de los goleadores más destacados de la Liga española de fútbol. En su primera temporada con los pucelanos logró 23 goles, entre ellos, los cinco que anotó en la histórica victoria por 3-8 en Oviedo, con la que el Valladolid consiguió salvar la categoría.
La siguiente temporada Peternac, marcado por las lesiones, bajó considerablemente sus registros anotadores, aunque el Real Valladolid consiguió, por tercera vez en su historia, clasificarse para una competición europea, la Copa de la UEFA.
En los años siguientes Peternac recuperó su instinto goleador, lo que despertó el interés de varios clubes. Ante su negativa a renovar contrato con el club vallisoletano, fue marginado del equipo durante la temporada 1999/00, tras la cual, fichó por el Real Zaragoza. Tras cinco años, Peternac abandonaba Valladolid siendo el máximo goleador de la historia del club, con 55 tantos en la Primera División de España. Además durante un tiempo tuvo el récord de penaltis consecutivos (14) transformados en la Liga Española.
Peternac llegaba a Zaragoza con la misión de suplir a Savo Milošević como principal referente goleador. Sin embargo, tras el cese de su valedor, Juan Manuel Lillo, Peternac apenas contó para el nuevo técnico zaragocista, Luis Costa. Aunque ese año el club conquista la Copa del Rey, Peternac sólo se alineó en nueve partidos de liga, en los que no anotó ningún gol.
Tras ser descartado, la siguiente temporada fue cedido al Real Murcia de Segunda División. En el club pimentonero tampoco fue el futbolista decisivo de antaño, anotando únicamente dos goles en 21 partidos en liga.
La temporada 2002/03 regresa al Zaragoza, que acaba de descender a Segunda. Sólo juega un partido y el club le retira la ficha en el mes de enero. Tras un año en blanco, en octubre de 2003 llega a un acuerdo para rescindir su contrato con el Real Zaragoza, poniendo así punto final a su carrera deportiva.

## Trayectoria
Una vez retirado Peternac siguió ligado al fútbol. Al principio se dedicó a la representación de jugadores junto a Zoran Vekic y al mundo empresarial y posteriormente pasó a ser segundo entrenador primero del G. N. K. Dinamo Zagreb B. De allí se fue en 2017 a Emiratos Árabes Unidos para ser segundo entrenador de Zoran Mamić en el Al-Ain F. C.. Estuvo hasta el año 2019 en el que cambiaron al Al-Hilal Saudi F. C. de Arabia Saudita. Desde 2020 ejerce como segundo entrenador en el G. N. K. Dinamo Zagreb de la Prva HNL de Croacia a pesar del cambio de entrenadores. En la Liga Europa de la UEFA 2020-21 debutó como primer entrenador para suplir la baja por sanción de Damir Krznar en la eliminatoria contra el Villarreal C. F..

## Selección nacional
Hizo dos apariciones con la selección absoluta de Croacia. Su debut se produjo contra Dinamarca en un partido amistoso cuyo resultado fue 0-1, el 10 de febrero de 1999. El partido se jugó en el Estadio Poljud de Split.

## Clubes
| Club                   | País          | Año           | PJ  | G  |
| ---------------------- | ------------- | ------------- | --- | -- |
| G. N. K. Dinamo Zagreb | Croacia       | 1989-1995     |     |    |
| Real Valladolid C. F.  | España        | 1995-2000     | 171 | 59 |
| Real Zaragoza          | España        | 2000-2001     | 12  | 1  |
| Real Murcia C.F.       | España        | 2001-2002     | 22  | 3  |
| Real Zaragoza          | España        | 2002-2003     | 1   | 0  |
| Total carrera          | Total carrera | Total carrera | 206 | 62 |

## Palmarés

### Campeonatos nacionales
| Título          | Club          | País    | Año  |
| --------------- | ------------- | ------- | ---- |
| Liga de Croacia | Dinamo Zagreb | Croacia | 1993 |
| Copa de Croacia | Dinamo Zagreb | Croacia | 1994 |
| Copa del Rey    | Real Zaragoza | España  | 2001 |